# 조주에
조주에 아눈시아두 드 올리베이라(Josue Anunciado de Oliveira, 1979년 7월 19일 비토리아지산투안탕 ~ )는 흔히 조주에(Josue)라는 이름으로 알려져 있는 브라질의 전 축구 선수이다. 2010년 남아공 월드컵 때 브라질 국가대표이기도 하였다.
한때 팀 동료인 구자철과 훈련 도중 싸우는 영상이 퍼져 화제가 되기도 하였다. 그러나 라커룸에서 구자철과 조수에는 화해를 했다고 한다.